# Starnice (przystanek kolejowy)
Starnice – zlikwidowany przystanek kolejowy w Polsce położony w województwie pomorskim, w powiecie słupskim, w gminie Dębnica Kaszubska.

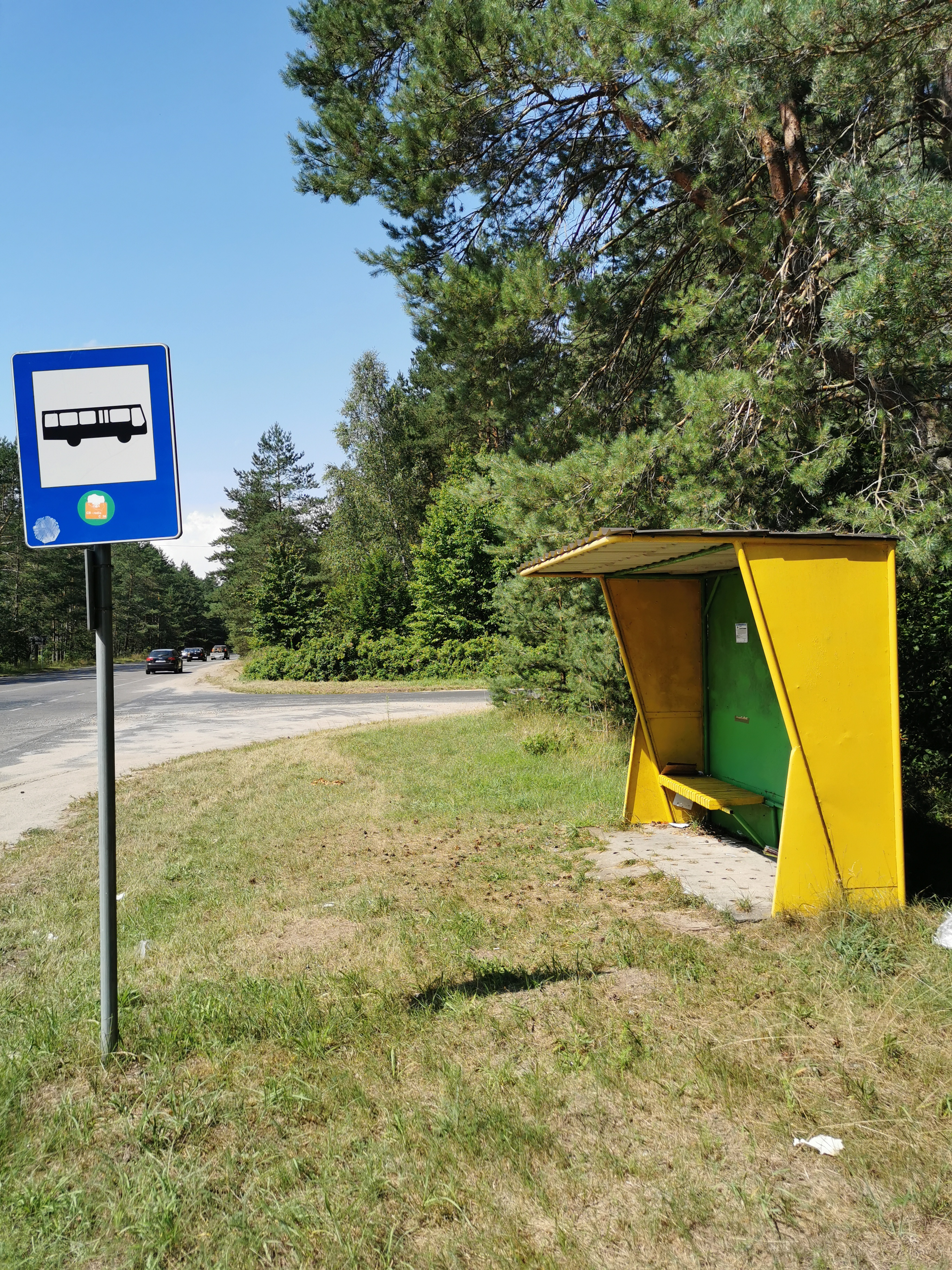
Skrzyżowanie drogi wojewódzkiej nr 210 z drogą powiatową nr 1174G, przy którym stał przystanek kolejowy.

Przystanek znajdował się przy skrzyżowaniu drogi wojewódzkiej nr 210 z drogą powiatową nr 1174G z Krzyni do Borzęcina, około 2,5 km na południe od zabudowań w Starnicach. Był częścią linii kolejowej Słupsk–Budowo. Pierwszy odcinek, tj. ze Słupska do Dębnicy Kaszubskiej, oddano do użytkowania 15 sierpnia 1894. 12 października 1895 nastąpiło otwarcie następnego fragmentu tejże linii – do Jamrzyna – przy której znalazł się przystanek kolejowy w Starnicach. Ostatecznie, 1 sierpnia 1906 tory przedłużono do Budowa. Planów połączenia z linią Bytów-Lębork nigdy nie zrealizowano. Przystanek rozebrano po zakończeniu II wojny światowej.